# كاثرين باترفيلد
كاثرين باترفيلد (بالإنجليزية: Catherine Butterfield)‏ هي كاتِبة أمريكية، ولدت في 5 فبراير 1958 في مانهاتن في الولايات المتحدة.

## وصلات خارجية
- كاثرين باترفيلد على موقع IMDb (الإنجليزية)
- كاثرين باترفيلد على موقع قاعدة بيانات برودواي على الإنترنت (الإنجليزية)
- كاثرين باترفيلد على موقع قاعدة بيانات الفيلم (الإنجليزية)